# Szymczyk
Szymczyk (forma żeńska: Szymczyk/Szymczykowa/Szymczykówna; liczba mnoga: Szymczykowie) – polskie nazwisko. Na początku lat 90. XX wieku w Polsce nosiło je 10 331 osób.
Osoby o tym nazwisku:
- Adam Szymczyk – ujednoznacznienie
- Andrzej Szymczyk (ur. 1972 w Siemianowicach Śląskich) – nadinspektor Policji, zastępca, a następnie I zastępca komendanta głównego Policji od 2015, p.o. komendanta głównego Policji w 2016
- Artur Szymczyk (ur. 16 czerwca 1976 w Ostrowcu Świętokrzyskim) – piłkarz występujący na pozycji obrońcy
- Franciszek Szymczyk (ur. 21 lutego 1892 we Lwowie, zm. 5 listopada 1976 w Warszawie) – kolarz, działacz sportowy
- Jarosław Szymczyk (ur. 21 marca 1970 w Katowicach) – generalny inspektor Policji, komendant główny Policji od 2016
- Jerzy Szymczyk (ur. 30 września 1942 w Gazomii Starej, zm. 22 października 2016) – siatkarz